# Bogdán János
Bogdán János (Görgeteg, 1963. április 7. – 1999. január 9.) tanár, iskolaigazgató.

## Életrajza
Európa első cigány iskolaigazgatója, a Gandhi Gimnázium egyik alapítója. Tanulmányait a Görgetegi Általános Iskolában kezdte, majd esztergályosként végzett Kaposvárott. 1987-ben a Szegedi Juhász Gyula Tanárképző Főiskolán végzett magyar–történelem szakos tanárként. Első munkahelye a lengyeli Szakképző Intézetben volt 1989-ig. 1989–1992 között Sümegen tanított a Kisfaludy Sándor Gimnáziumban. Ebben az évben Juhász Gyula Tanárképző Főiskolán elvégezte a filozófia kiegészítő szakot, majd a Soros Alapítvány ösztöndíjasaként többedmagával a Gandhi Gimnázium létrehozásán fáradozott. 1993-tól a JPTE Szociálpolitikai Tanszékének tanársegédje volt. 1994-ben megpályázta és elnyerte a Gandhi Gimnázium igazgatói posztját.
Alapítója volt a Roma Polgárjogi Alapítványnak, később kurátora a Soros Alapítványnak.
1998-ban az SZDSZ országos vezetése indítani szerette volna listán, de nem vállalta el, inkább a helyi kisebbségi választáson indult – sikerrel. Szívügyének tartotta a cigányság (nem csak magyarországi) felemelkedését. 1998-ban Solt Ottília-díjjal tüntették ki.
1999-ben autóbalesetben vesztette életét.
2007-ben a Gandhi Gimnáziumban mellszobrot állítottak neki.

## Emlékezete

### Bogdán János-emlékmű, Budapest

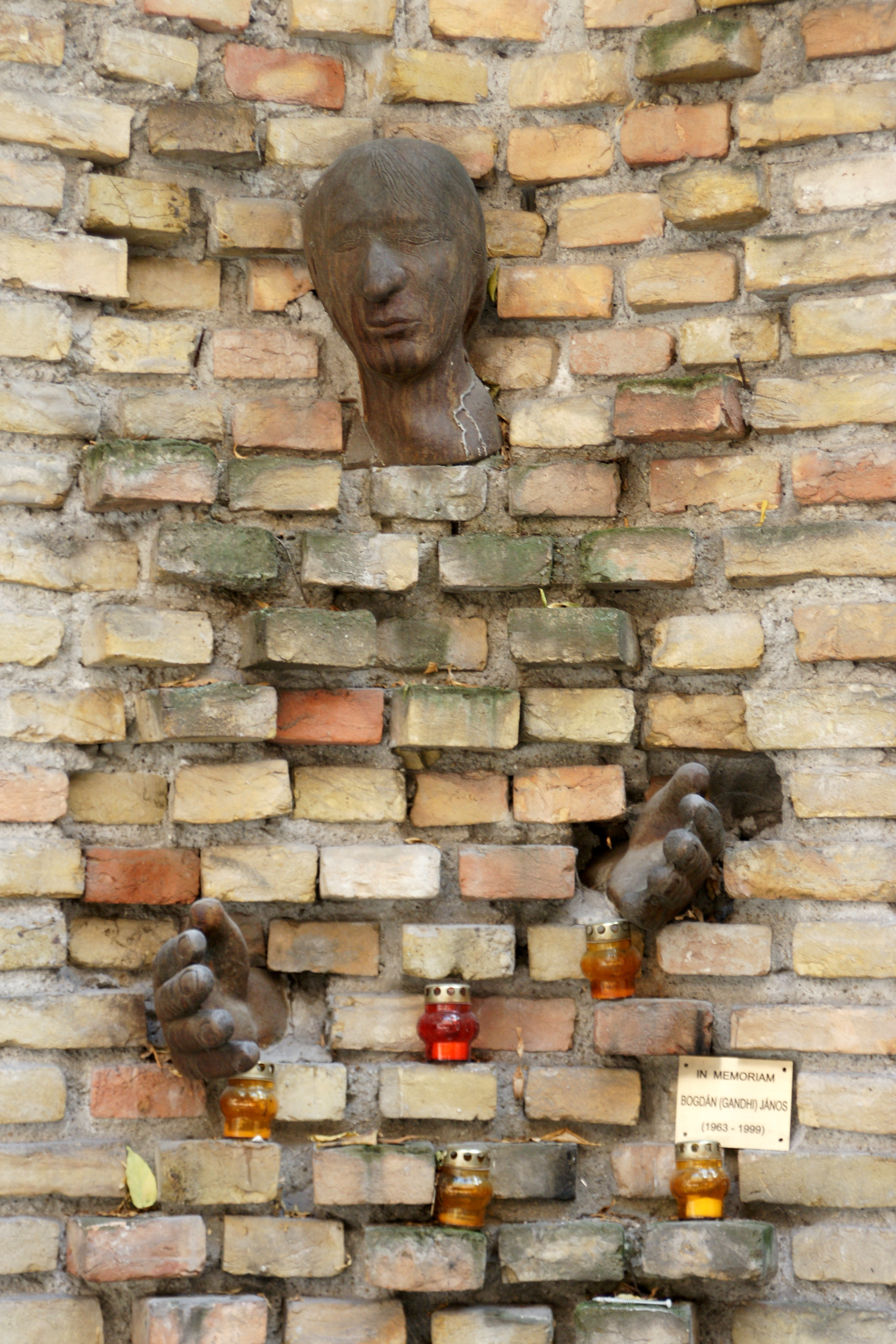
A műalkotás azt a pillanatot örökíti meg, amikor az iskolaalapító Bogdán János megkísérli áttörni a roma közösséget körülvevő előítélet falait

Bogdán János cigány értelmiségi emlékműve Budapesten, a VII. kerületi Nefelejcs utca 39. belső udvari falán valósult meg. Az épület korábban a Roma Polgárjogi Alapítvány, a Roma Sajtóközpont és a Romaversitas székháza volt. A műalkotás azt a pillanatot örökíti meg, amikor az iskolaalapító megkísérli áttörni a roma közösséget körülvevő előítélet falát.

### Bogdán János-emléktábla, Nagykanizsa

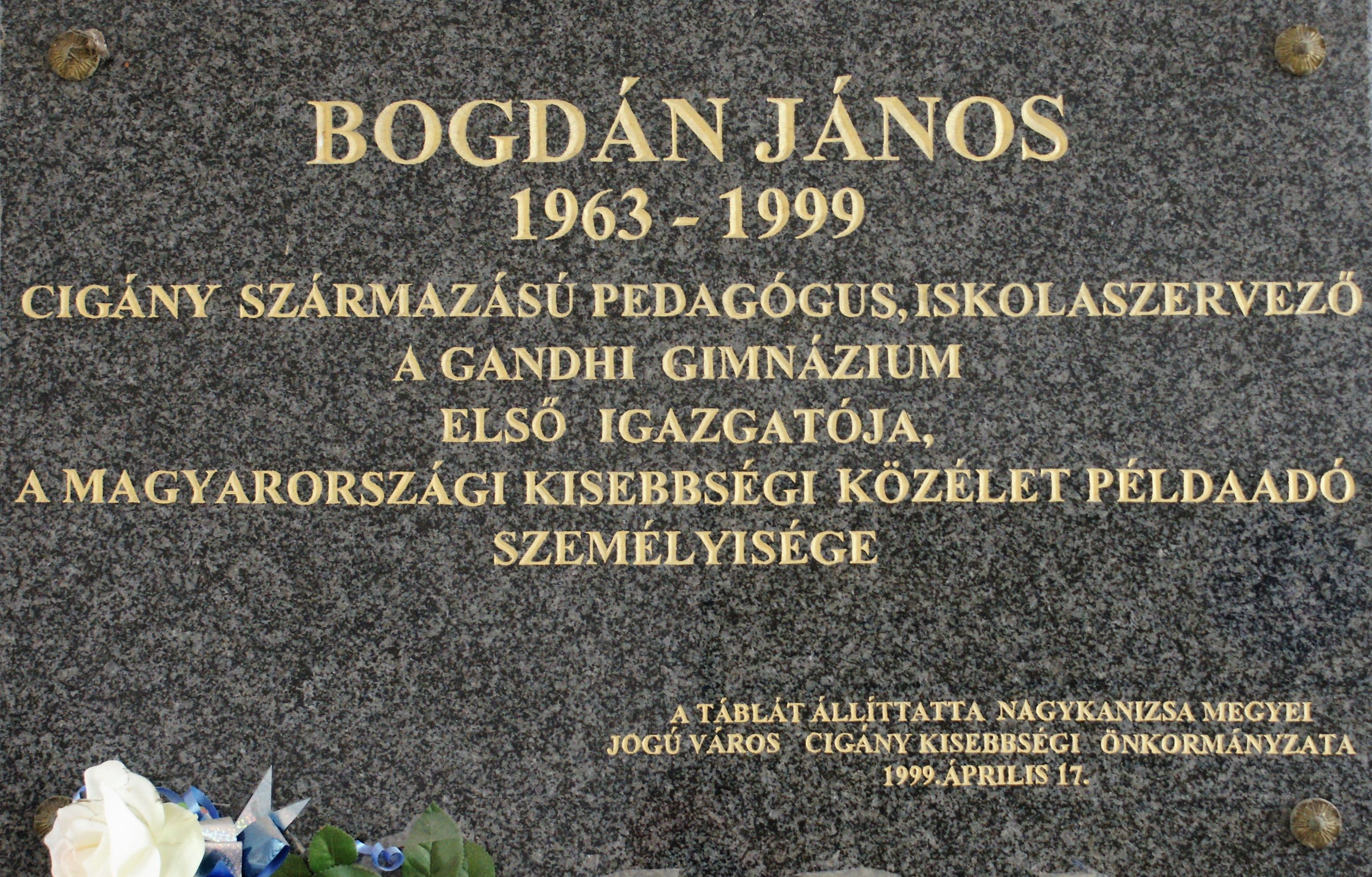
Bogdán János – roma pedagógus, iskolaszervező (a Gandhi Gimnázium első igazgatója) emléktáblája Nagykanizsán

Nagykanizsán a Cigány Kisebbségi Közösségi Házat 1997-ben alapította Nagykanizsa Megyei Jogú Város Cigány Kisebbségi Önkormányzata (Teleki u. 14.). Az intézmény Bogdán János – roma pedagógus, iskolaszervező (a Gandhi Gimnázium első igazgatója) – 1999. januári halála után, Teleki László és Váradi Istvánné közös javaslatára még 1999-ben, felvette az ismert cigány értelmiségi nevét, akinek tiszteletére – 1999.04.17-i dátummal – Nagykanizsa Megyei Jogú Város Cigány Kisebbségi Önkormányzata kb. 70×40 cm-es emléktáblát is elhelyezett az épületen belül.

### Bogdán János-emlékhely, Pécs

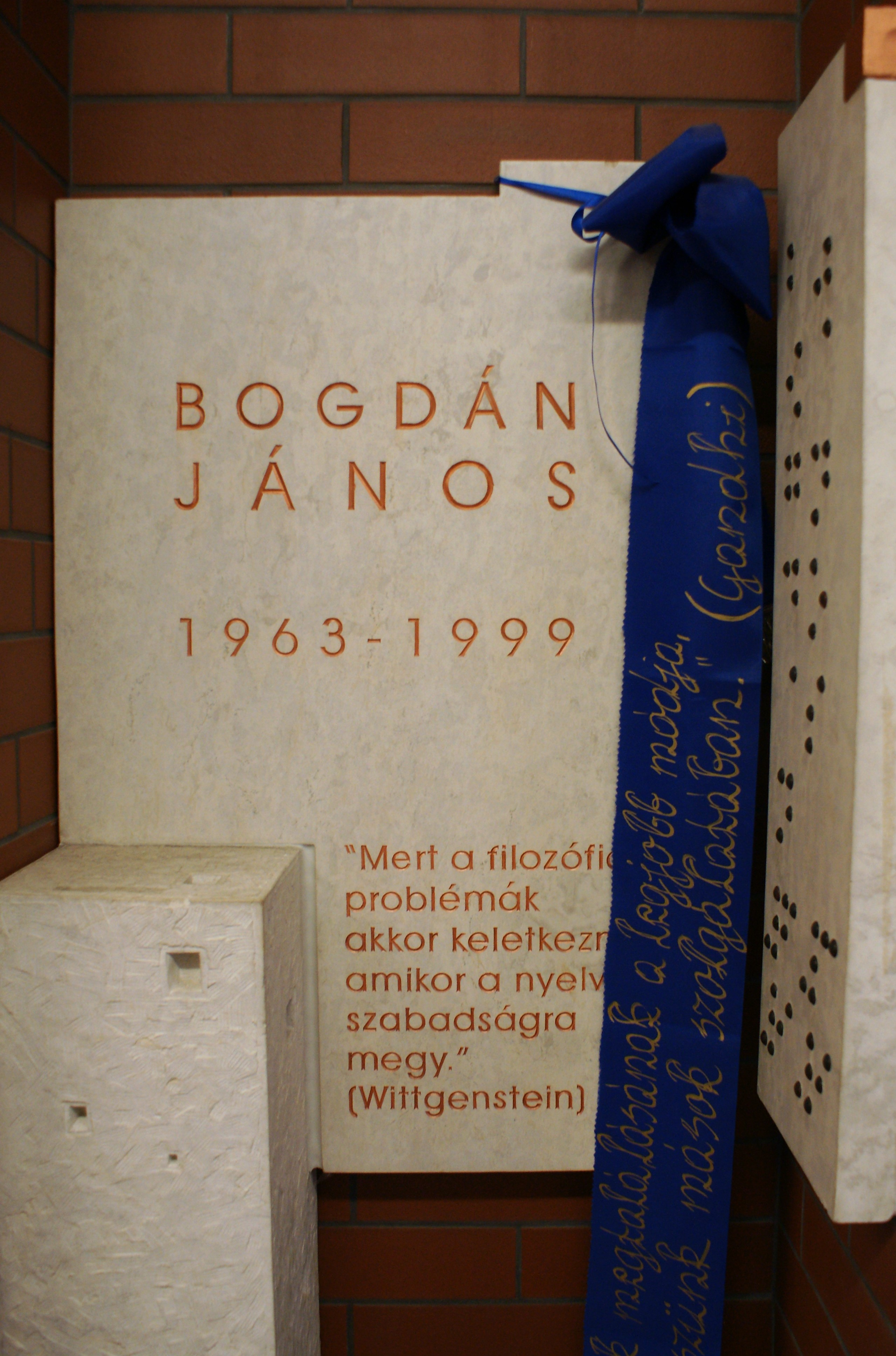
Bogdán Jánosnak, a Gandhi Gimnázium első igazgatójának emléktáblája Pécsen található, a Gandhi Kollégium és Alapfokú Művészeti Iskolában. A kompozíció az ismert roma értelmiségi sajnálatosan rövid életére (1963–1999) emlékeztet

Bogdán Jánosnak, a Gandhi Gimnázium első igazgatójának emléktáblája Pécsen található, a Gandhi Kollégium és Alapfokú Művészeti Iskolában. A kompozíció az ismert roma értelmiségi sajnálatosan rövid életére (1963–1999) emlékeztet, és egy Wittgenstein idézetet fűz hozzá: „Mert a filozófiai problémák akkor keletkeznek, amikor a nyelv szabadságra megy.” Az emléktábla mellett Braille-írással is tapintható Bogdán János neve, születési és halálozási éve.